# Kathikas
Kathikas (griechisch Κάθηκας) ist eine Gemeinde im Bezirk Paphos in der Republik Zypern. Bei der Volkszählung im Jahr 2021 hatte sie 387 Einwohner.
Die Gemeinde ist bekannt für den Weinanbau, da mehr als 50 % des Weißweins auf Zypern aus Trauben aus der Region stammen.
Die zentrale Kirche des Dorfes heißt Panagia Evagelistria und aus dem Jahr 1870. Zusätzlich gibt es dort die Kapellen Agios Onoufrios, Agios Ypatios, Agia Marina und Agios Georgios.

## Name
Der Name des Dorfes stammt vom Wort kathome/kathizo ab, was so viel wie „hinsetzen“/„sitzen“ bedeutet. Vermutlich kommt es von ihrer Lage, da in der Vergangenheit hier Händlerkarawanen anhielten, um sich auszuruhen und zu „setzen“.
Eine andere Version besagt, dass der Ortsname vom gleichen Namen des ursprünglichen Besitzers kommt, während eine dritte besagt, dass die Siedlung, wenn man sie aus der Ferne betrachtet, auf einer flachen Stelle zu „sitzen“ scheint.

## Lage und Umgebung

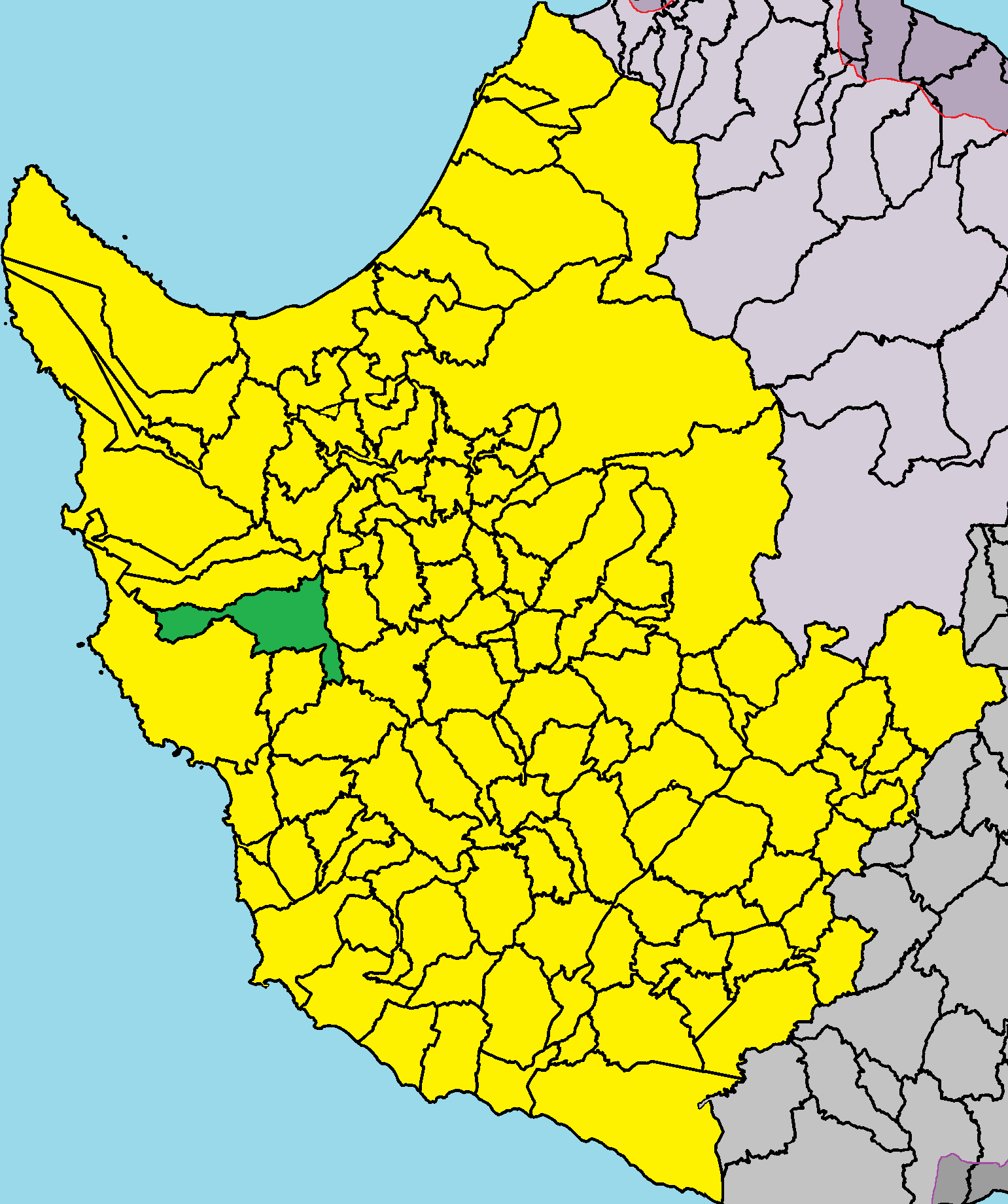
Lage im Bezirk Paphos

Kathikas liegt im Westen der Mittelmeerinsel Zypern auf einer Höhe von etwa 635 Metern, etwa 26 Kilometer nördlich von Paphos, 88 Kilometer nordwestlich von Limassol und 145 Kilometer südwestlich von Nikosia. Das 18,4458 Quadratkilometer große Dorf grenzt im Norden an Pano Arodes, im Osten an Theletra und Stroumbi, im Süden an Kili und Akoursos und im Süden und Westen an Pegia. Im Westen des Dorfes befindet sich der Fluss Avgas und die durch ihn gebildete Avakas-Schlucht. Das Dorf kann über die Straßen E709 und E711 erreicht werden.

## Geschichte
Das Dorf Kathikas war früher das Zentrum Südwestzyperns, mit einer Schule aus der Zeit der britischen Besatzung. 1993 wurde eines der ersten Weingüter in Westzypern im Dorf eröffnet.

### Bevölkerungsentwicklung
Die folgende Tabelle zeigt die Bevölkerung des Dorfes, wie sie in den in Zypern durchgeführten Volkszählungen erfasst wurde.
| Jahr      | 1881 | 1891 | 1901 | 1911 | 1921 | 1931 | 1946 | 1960 | 1976 | 1982 | 1992 | 2001 | 2011 | 2021 |
| Einwohner | 353  | 402  | 457  | 514  | 537  | 578  | 822  | 763  | 656  | 515  | 386  | 333  | 438  | 387  |